# IC 3466
IC 3466 је спирална галаксија у сазвјежђу Дјевица која се налази на листи објеката дубоког неба у Индекс каталогу.
Деклинација објекта је + 11° 49' 3" а ректасцензија 12h 32m 5,6s. Привидна величина (магнитуда) објекта IC 3466 износи 14,9 а фотографска магнитуда 15,7. IC 3466 је још познат и под ознакама MCG 2-32-117, CGCG 70-150, VCC 1411, PGC 41536.